# Шаповал Яким Павлович
Яким Павлович Шаповал (1906 — ?) — радянський державний діяч, секретар Житомирського обласного комітету КПУ, 1-й секретар Жовтневого районного комітету КП(б)У міста Харкова.

## Життєпис
Член ВКП(б) з 1930 року.
У 1943—1944 роках — 1-й секретар Жовтневого районного комітету КП(б)У міста Харкова.
У 1944—1945 роках — завідувач організаційно-інструкторського відділу Станіславського обласного комітету КП(б)У.
У 1945 — листопаді 1948 року — завідувач організаційно-інструкторського відділу Закарпатського обласного комітету КП(б)У.
У 1947 році закінчив дев'ятимісячні курси при Вищій партійній школі ЦК ВКП(б).
У грудні 1948 — 1949 року — завідувач відділу партійних, профспілкових і комсомольських органів Закарпатського обласного комітету КП(б)У.
З вересня 1949 року — слухач Київської Вищої партійної школи при ЦК КП(б)У.
У липні 1951 — серпні 1952 року — заступник завідувача відділу партійних, профспілкових і комсомольських органів ЦК КП(б)У.
У вересні 1952 — 25 листопада 1955 року — секретар Житомирського обласного комітету КПУ.
З 1955 року — на навчанні у Вищій партійній школі.
Подальша доля невідома.

## Нагороди
- орден «Знак Пошани» (23.01.1948)
- орден Червоної Зірки (28.08.1944)
- ордени
- медалі